# Черен феминизъм
Черният феминизъм твърди, че класовото потисничество, сексизмът и расизмът са вътрешно свързани.
Форми на феминизъм, които се опитват да преодолеят сексизма и класовото подтисничество, но игнорират расата и расовите проблеми могат да са дискриминативни към много хора, включително жени, чрез расовите предразсъдъци. Комбахи ривър колектив твърди през 1974 г., че освобождението на черните жени довежда след себе си свобода за всички хора, след като то ще изиска край на расизма, сексизма и класовото подтисничество.  Една от теориите, които се развиват от това течение е уоманизмът на Алис Уолкър.